# Piper PA-20 Pacer
O PA-20 Pacer e o PA-22 Tri-Pacer, Caribbean e Colt são uma família americana de aeronaves monoplano de asa alta com suporte leve construído pela Piper Aircraft de 1949 a 1964.
O Pacer é essencialmente uma versão de quatro lugares do PA-17 Vagabond de dois lugares, com trem de pouso convencional, uma fuselagem de tubos de aço e uma asa de alumínio coberta com tecido laqueado, muito parecido com os famosos "Cub" e "Super Cub" da Piper. O Tri-Pacer, como o nome indica, é um desenvolvimento do Pacer com trem de pouso triciclo, enquanto o Colt é uma versão de treinamento de vôo de dois lugares do Tri-Pacer. Valorizadas por sua robustez, cabines espaçosas e, para a época, velocidade impressionante, muitas dessas aeronaves continuam a voar até hoje.
As opções de motores instalados de fábrica de 108 hp (81 kW), 125 hp (93 kW), 135 hp (101 kW), 150 hp (110 kW) e 160 hp (120 kW) estavam disponíveis e motor de 180 hp (130 kW) em conversões pós-venda foram oferecidas.

## Projeto e desenvolvimento

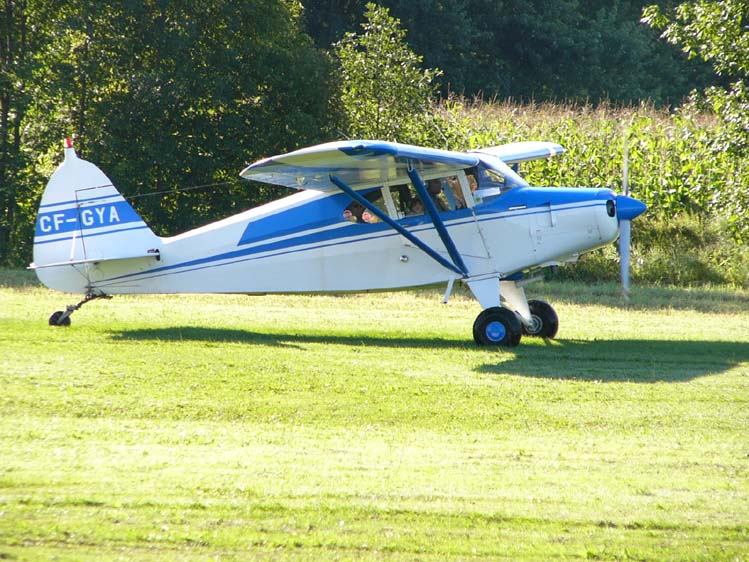
Piper PA-20-115 Pacer.

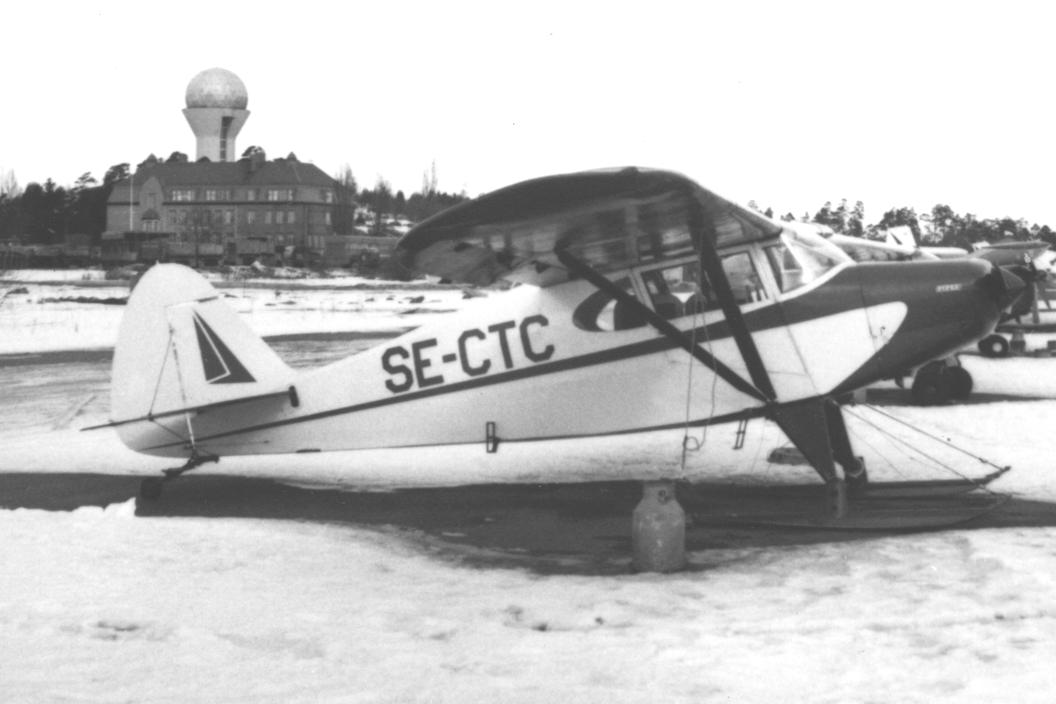
Um PA-20 Pacer equipado com esquis.

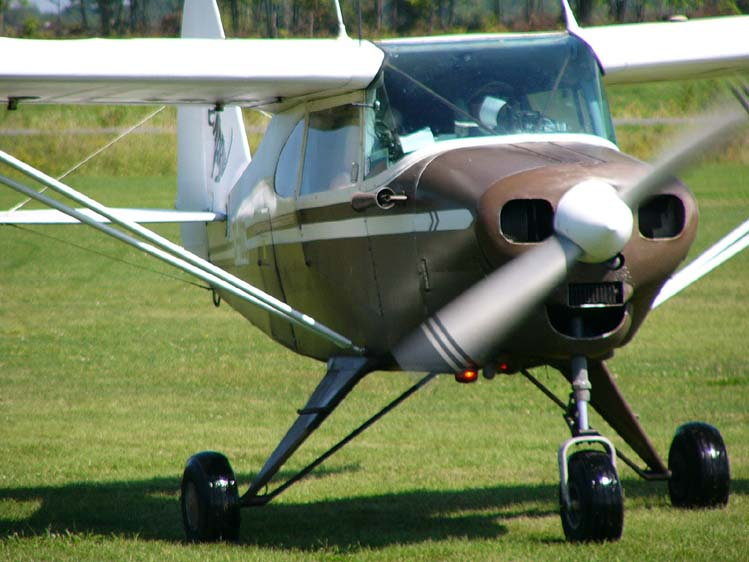
Piper PA-22-135 Tri-Pacer.

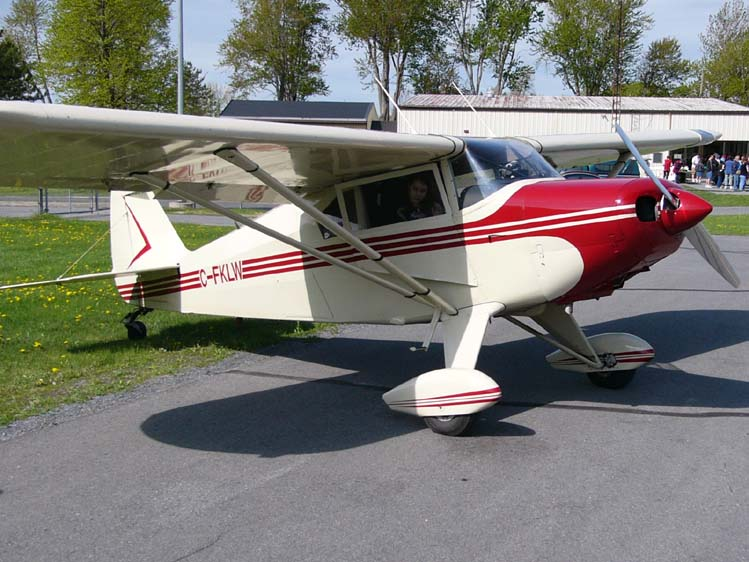
Piper PA-22-150 Tri-Pacer convertido para trem de pouso convencional.

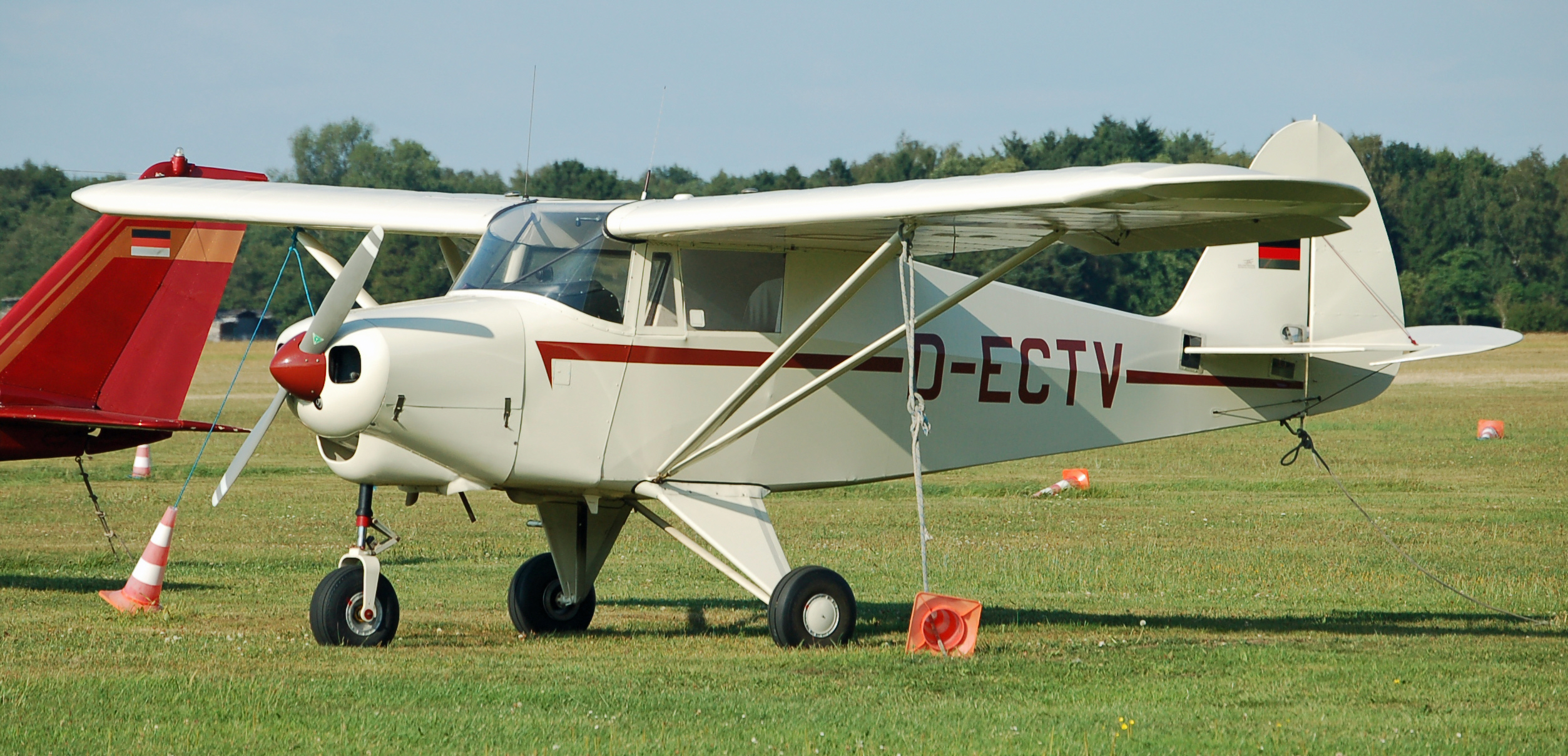
Piper PA-22 Colt.

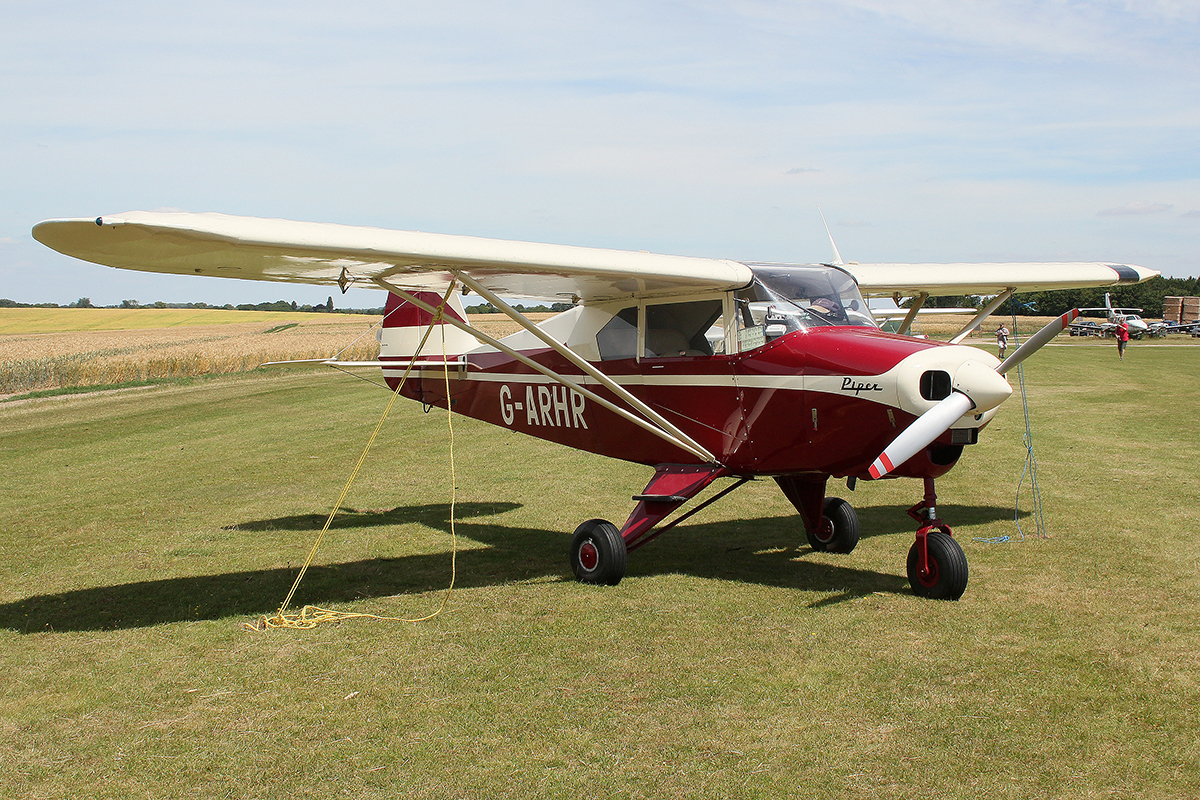
Piper PA-22-150 Caribbean.

O Pacer e o Tri-Pacer foram os primeiros projetos da Piper pós-Segunda Guerra Mundial com flaps e um manche de controle em vez de uma alavanca central, e eles pertencem a um subgrupo de aeronaves Piper popularmente chamadas de "short wing Pipers" ("Pipers de asa curta"), refletindo sua envergadura mais curta em comparação com o J-3 Cub anterior e o PA-18 Super Cub. O PA-20 Pacer é uma aeronave com trem de pouso convencional, portanto, possui visibilidade frontal limitada no solo e características de manuseio em solo relativamente exigentes. Para ajudar a introduzir mais pilotos em um vôo mais fácil e seguro, a partir de fevereiro de 1951, a Piper introduziu o PA-22 Tri-Pacer com uma roda do nariz em vez do trem de pouso convencional com roda traseira. Além disso, o Tri-Pacer oferecia opções de motor de maior potência na forma de motores de 150 hp (110 kW) e 160 hp (120 kW), enquanto o maior motor disponível para o Pacer original tinha uma potência de 135 hp (101 kW). Na época, o modelo triciclo tornou-se uma preferência popular e 1953 viu o PA-22 Tri-Pacer superar o Pacer em uma proporção de seis para um. Devido à geometria da instalação da roda do nariz, a aeronave às vezes é chamada de "Flying Milk Stool" (algo como "banco de ordenha voador").
Em 1959 e 1960, a Piper ofereceu uma versão mais barata e menos equipada do Tri-Pacer com um Lycoming O-320 de 150 hp (110 kW) designado PA-22-150 Caribbean. Mais de 9.400 Tri-Pacers foram produzidos entre 1950 e 1964, quando a produção terminou, com 3.280 ainda registrados na "Federal Aviation Administration" (FAA) em abril de 2018.
Uma característica incomum do Tri-Pacer são os elásticos que ligam os ailerons e o leme para facilitar o voo coordenado. O sistema pode ser facilmente sobreposto por ações do piloto conforme necessário e permitiu a instalação de um piloto automático simples comercializado pela Piper sob o nome de "Auto-control".
Uma versão de treinamento do PA-22 Tri-Pacer, o PA-22-108 Colt, foi introduzida para competir diretamente com outros treinadores populares, como o Cessna 150, e era movido por um Lycoming O-235 de 108 cv (81 kW) . Projetado rapidamente no final de 1960, o Colt de dois lugares foi oferecido a um preço substancialmente mais baixo do que o Tri-Pacer, e omitiu os flaps da aeronave de quatro lugares e o segundo tanque da asa junto com as janelas laterais traseiras e porta. O Colt se assemelha muito ao Tri-Pacer, usando os mesmos bancos dianteiros e porta, trem de pouso, suportes do motor, pára-brisa, superfícies traseiras, suportes e painel de instrumentos. Mais de 2.000 Colts foram fabricados e foi a última variante do Pacer - e, portanto, o último Piper de asa curta - a ser retirado da produção.
O último lote de 12 PA-22-150 foi construído para o Exército francês em 1963 e o último da família, um PA-22-108 Colt, foi concluído em 26 de março de 1964. O tipo foi substituído na linha de produção de Vero Beach pelo PA-28 Cherokee 140.
Alguns PA-22 foram convertidos para uma configuração de roda traseira, resultando em uma aeronave que é muito semelhante a um Pacer PA-20, mas que mantém os refinamentos do modelo e recursos do PA-22. Essas conversões são frequentemente chamadas pelos proprietários de PA-22/20 e frequentemente listadas em anúncios classificados de aeronaves como tal, embora oficialmente tais aeronaves convertidas continuem a ser designadas pela FAA como PA-22 Tri-Pacer. Quando essa conversão é realizada, uma conversão de freio a disco é normalmente instalada no lugar dos freios a tambor originais, e o motor Lycoming O-360 de 180 HP é a atualização preferida. Alguns PA-22 têm uma hélice Hartzell de velocidade constante controlável ou uma hélice Koppers Aeromatic. Cada uma dessas instalações melhora o desempenho e a economia com o sacrifício da carga útil. Alguns Colts também foram convertidos para a configuração de roda traseira, embora isso não seja tão popular quanto a conversão de Tri-Pacers.

## Histórico operacional

### Cuba
Entre 1953 e 1955, a Força Aérea do Exército Cubano (Fuerza Aérea Ejército de Cuba, ou FAEC) recebeu 7 PA-20, 4 PA-22-150 e 3 PA-22-160. Durante a Revolução Cubana, os PA-22 tiveram suas portas traseiras removidas e uma metralhadora calibre .30 instalada em seu lugar para uso contra insurgentes, junto com granadas lançadas manualmente. Acredita-se que um PA-22 que forneceu apoio terrestre ao Exército cubano durante a Batalha de Guisa foi a única aeronave perdida pelas FAEC para o fogo inimigo.

### Katanga
Durante a Crise do Congo, separatistas Katangeses receberam cinco PA-22-150 da Força Aérea da África do Sul para a Força Aérienne Katangaise, que foram usados contra as forças da ONUC entre 1961 e 1963.

## Variantes

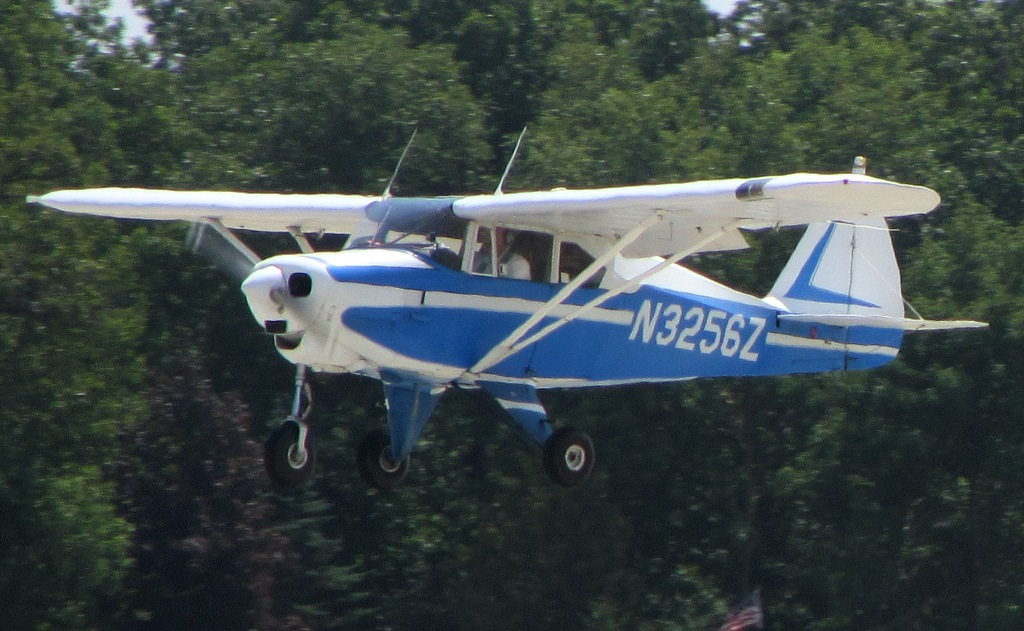
Um PA-22-150 de 1959 pousando.

PA-20
Quatro assentos, trem de pouso convencional, motor Lycoming O-290-D de 125 hp. Certificado em 21 de dezembro de 1949.
PA-20S
Três assentos, trem de pouso convencional, instalação opcional de flutuadores, motor Lycoming O-290-D. Certificado em 18 de maio de 1950.
PA-20 115
Quatro assentos, trem de pouso convencional, motor Lycoming O-235-C1 de 115 hp. Certificado em 22 de março de 1950.
PA-20S 115
Trem de pouso convencional de três lugares, instalação opcional de flutuadores, motor Lycoming O-235-C1. Certificado em 18 de maio de 1950.
PA-20 135
Quatro assentos, trem de pouso convencional, motor Lycoming O-290-D2 de 135 hp. Certificado em 5 de maio de 1952.
PA-20S 135
Três assentos, trem de pouso convencional, instalação opcional de flutuadores, motor Lycoming O-290-D2 de 135 hp. Certificado em 15 de maio de 1952.
PA-22
Quatro assentos, trem de pouso triciclo, 125 hp motor Lycoming O-290-D. Certificado em 20 de dezembro de 1950.
PA-22-108 Colt
Dois assentos, trem de pouso triciclo, motor Lycoming O-235-C1 ou C1B de 108 hp. Certificado em 21 de outubro de 1960.
PA-22-135
Quatro assentos, trem de pouso triciclo, motor Lycoming O-290-D2 de 135 hp. Certificado em 5 de maio de 1952.
PA-22S-135
Três assentos, trem de pouso triciclo, instalação opcional de flutuadores, motor Lycoming O-290-D2 de 135 hp. Certificado em 14 de maio de 1954.
PA-22-150
Dois ou quatro assentos, trem de pouso triciclo, motor Lycoming O-320-A2A ou A2B de 150 hp. Certificado em 3 de setembro de 1952 como um quatro lugares na categoria normal e em 24 de maio de 1957 como um dois lugares na categoria de serviços públicos.
PA-22-150 Caribbean
O modelo Caribbean era um modelo equipado com o Lycoming O-320-A2A de 150 hp que permaneceu em produção após o lançamento do modelo de 160 hp, para diferenciá-lo.
PA-22S-150
Três assentos, trem de pouso triciclo, instalação opcional de flutuadores, motor Lycoming O-320-A2A ou A2B de 150 hp. Certificado em 3 de setembro de 1954.
PA-22-160
Dois ou quatro assentos, trem de pouso triciclo, motor Lycoming O-320-B2A ou B2B de 160 hp. Certificado em 3 de setembro de 1952 como um quatro lugares na categoria normal e como um dois lugares na categoria de serviços públicos.
PA-22S-160
Três assentos, trem de pouso triciclo, instalação opcional de flutuador, motor Lycoming O-320-B2A ou B2B de 160 hp. Certificado em 25 de outubro de 1957.

## Especificações (PA-22-160 Tri-Pacer 1958)
Dados de: Piper PA-22-160 pilot's operating handbook, issued January 1960
Descrições gerais
- Tripulação: 1 piloto
- Capacidade: 3 passageiros
- Comprimento: 6,25 m (21 ft)
- Envergadura: 8,92 m (29 ft)
- Altura: 2,54 m (8,3 ft)
- Área alar: 13,70 m² (147 ft²)
- Peso vazio: 503 kg (1 110 lb)
- Peso bruto (carregado): 907 kg (2 000 lb)
- Capacidade de combustível: 140 l (37,0 US-gal)

Motorização
- Número de motores: 1x
- Tipo do motor: Motor boxer de quatro cilindros
- Fabricante/modelo: Lycoming O-320-B
- Potência por motor: 160 hp (119 kW)
- Descrição do propulsor/hélice: Hélice de metal de passo fixo de 2 pás

Performance
- Velocidade máxima: 227 km/h (141 mph)
- Velocidade de cruzeiro (km/h): 216 km/h (134 mph)
- Alcance: 800 km (497 mi)
- Razão de subida: 4.1 m/s
- Tecto de serviço: 5 000 m (16 400 ft)
- Carga alar: 66 kg/m²